# Château de Brécourt
Pour les articles homonymes, voir Brécourt (homonymie) et Jubert.
Le château de Brécourt est une demeure datant du XVIIe siècle, qui se dresse sur le territoire de la commune française de Douains (anciennement Brécourt) dans le département de l'Eure, en région Normandie.
Le château est partiellement inscrit au titre des monuments historiques.

## Localisation
Le château est situé à Brécourt sur la commune de Douains, dans le département français de l'Eure.

## Historique
Robert de Brécourt, évêque diocésain d'Évreux de 1340 à 1374, porte le nom du château dans lequel il naquit.
Le château actuel fut construit vers 1625 par Jean Jubert, conseiller au Grand Conseil.
Le château fut pillé en 1793, par les conventionnels vainqueur des Fédérés à la suite de la bataille de Brécourt, qui s'est déroulée le 13 juillet.
Il devient la propriété du maréchal Catherine-Dominique de Pérignon en 1802.
Il est acquis en 1930 par l'ambassadeur Norman Armour (en), puis en 1939 par Mme Strauss-Von-Haban, née de Gunzbourg.
Le château a été pendant quelques années transformé en l'un châteaux-hôtels de M. Philippe Savry.

## Description
Le château, situé dans un grand parc forestier et entouré de douves, est construit en 1625 en pierre et brique, pour Jean Jubert membre d'une famille noble locale, les Jubert de Bouville.

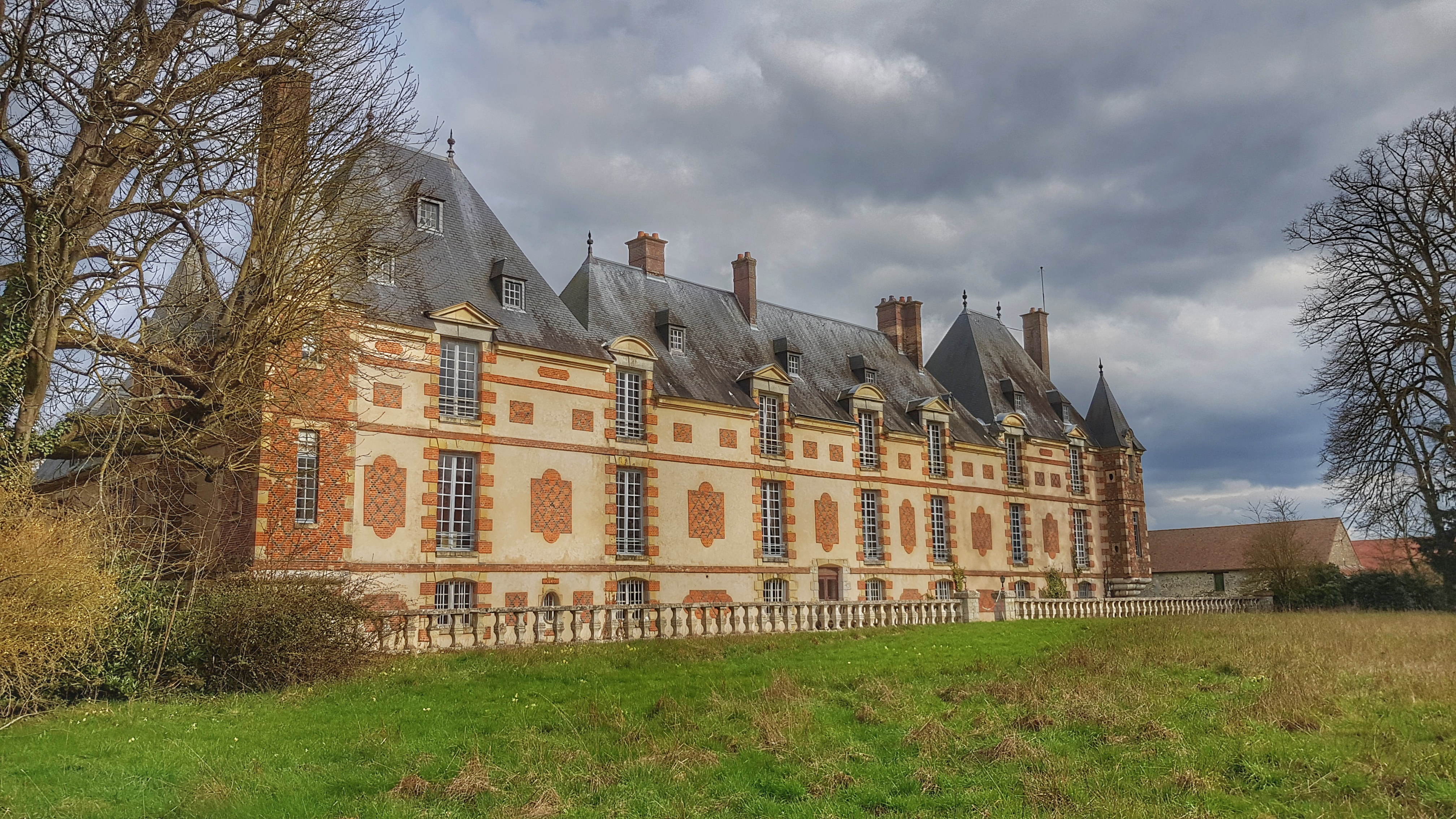
L'arrière du château.
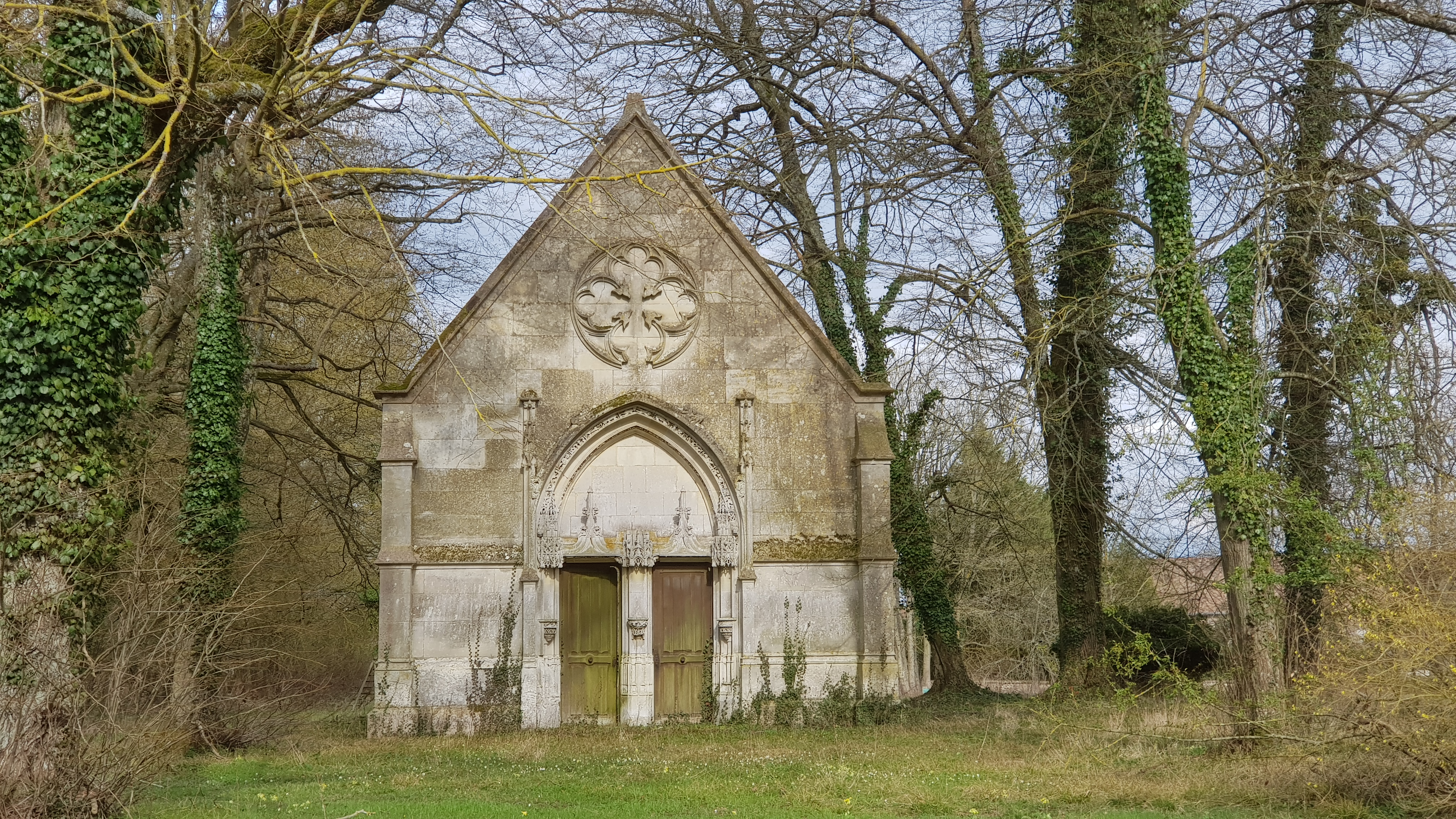
La chapelle.

## Protection
Les façades et toitures du château et des communs ; l'avant-cour (y compris le pont d'accès et ses douves) et la cour d'honneur ainsi que les douves entourant le château sont inscrits au titre des monuments historiques par arrêté du 28 juin 1967.